# Rzeźba św. Abibona (Plévin)
Rzeźba św. Abibona (statue Saint-Abibon) – rzeźba stworzona w XVII wieku przez nieznanego autora. Od 1983 roku posiada status zabytku, w kategorii Patrimoine mobilier (PM22003220).

## Lokalizacja
Rzeźba św. Abibona znajduje się w kaplicy Saint-Abibon w Plévin, w departamencie Côtes-d’Armor, w regionie Bretania.

## Opis
Rzeźba jest wykonana z polichromowanego drewna.
Figura ma 135 cm wysokości.